# Björn Friberg
Stig Otto Björn "Nalle" Friberg, född 17 november 1948, död 16 juli 2024 i Malmö, var en svensk fotbollsspelare.

## Karriär
Friberg började spela fotboll i Håkanstorps BK och gick 1963 över till Malmö FF. Under sin tid i Malmö FF var han med om att vinna Allsvenskan tre gånger. Totalt spelade Friberg 117 matcher och gjorde 6 mål för MFF, varav 65 matcher och 4 mål i Allsvenskan.
Mellan 1974 och 1985 spelade Friberg 259 matcher och gjorde 22 mål för IFK Trelleborg i division 3. Totalt spelade han 483 matcher för klubben. Han avslutade karriären med att spela 21 matcher för BK Olympic i division 3 1986. Han spelade även fem landskamper för Sveriges U19-landslag.
Efter spelarkarriären var Friberg tränare i BK Olympic, IFK Trelleborg och Oxie IF.

## Meriter
Malmö FF
- Allsvenskan: 1967, 1970, 1971